# École supérieure privée des technologies d'informatique et de management
 (mai 2019).
L'École supérieure privée des technologies d'informatique et de management (arabe : المدرسة العليا الخاصة للتكنولوجيا
والإعلامية والتصرف بسوسة) ou ESTIM est une université privée située à Hammam Sousse en Tunisie.
Fondée en 2010, elle est agréée par le ministère de l'Enseignement supérieur et de la Recherche scientifique (agrément no09-2010).

## Diplômes
L'ESTIM offre plusieurs spécialités et parcours :
- Licences :
  - Licence fondamentale en gestion ;
  - Licence appliquée en comptabilité ;
  - Licence fondamentale en marketing ;
  - Licence fondamentale en finance ;
  - Licence fondamentale en management ;
- Masters professionnels :
  - Master professionnel en ingénierie financière ;
  - Master professionnel en marketing, stratégies commerciales, communication et conseil ;
  - Master professionnel en management, administration et management des affaires ;
  - Master professionnel en finance et activité bancaire ;
  - Master professionnel en banque et gestion des risques ;
  - Master professionnel en comptabilité, contrôle de gestion et audit ;
  - Master professionnel en entrepreneuriat, innovation et développement des affaires ;
  - Master professionnel en assurance et gestion des risques.